# Giovanni Battista Venturi

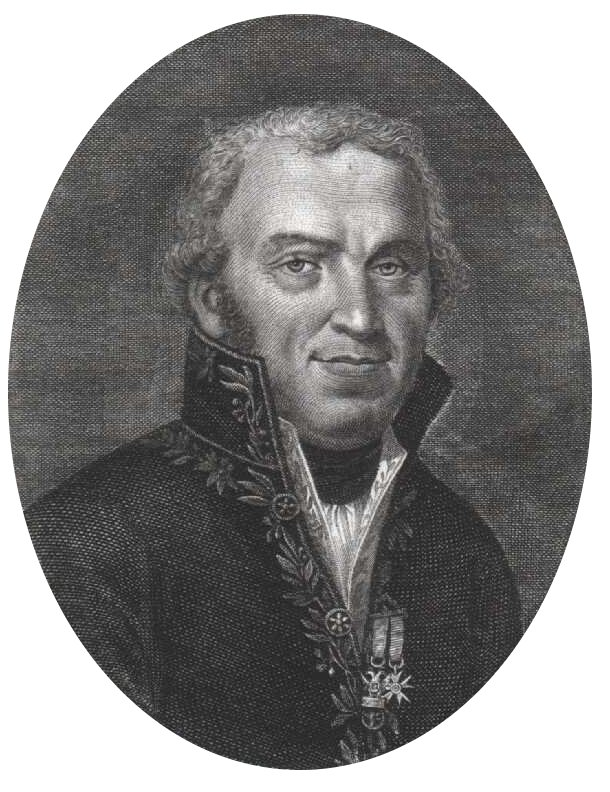
Giovanni Battista Venturi.

Giovanni Battista Venturi (Bibbiano, 1746 - Reggio Emilia, 1822) fue un físico italiano. Descubrió el  efecto Venturi del cual toma su epónimo. Fue el epónimo también de la bomba Venturi (Aspiradora) y el tubo Venturi.
Nació en Bibbiano, Italia y fue contemporáneo de personajes como Leonhard Euler y de Daniel Bernoulli. Fue alumno de Lazzaro Spallanzani y ordenado sacerdote en 1769. En ese mismo año es nombrado como profesor de lógica en el seminario de Reggio Emilia. En 1774 se convirtió en profesor de geometría y filosofía en la Universidad de Módena, donde en 1776 se convirtió en profesor de física.
Venturi fue el primero que mostró la importancia de Leonardo da Vinci como científico, y compiló y publicó muchos de los manuscritos y cartas de Galileo. Murió en Reggio Emilia, Italia en 1822.